# Фрасинето По
Фрасинето По (итал. Frassineto Po) је насеље у Италији у округу Алесандрија, региону Пијемонт.
Према процени из 2011. у насељу је живело 1.357 становника. Насеље се налази на надморској висини од 106 м.

## Становништво
| 1936. | 1951. | 1961. | 1971. | 1981. | 1991. | 2001. | 2011. |
| ----- | ----- | ----- | ----- | ----- | ----- | ----- | ----- |
| 1.707 | 1.765 | 1.718 | 1.534 | 1.519 | 1.363 | 1.465 | 1.471 |